# نداء أبوعلي
نداء أبوعلي كاتبة وروائية ودبلوماسية سعودية، من مواليد 1983. حاصلة على درجة الماجستير عام 2009، في الدراسات الاستراتيجية، المختصة بمكافحة الإرهاب، بسنغافورة. عملت كباحثة سياسية في مركز العنف السياسي والإرهاب، وفي مركز دراسات الشرق الأوسط في سنغافورة.

## التعليم
حصلت على درجة الماجستير في عام 2009 في الدراسات الاستراتيجية من جامعة نانيانغ التكنولوجية في سنغافورة. وحصلت على درجة البكالوريوس في نظم المعلومات الإدارية من جامعة دار الحكمة بجدة.

## السيرة المهنية
تشغل أبو علي حاليًا منصب السكرتير الأول وعضو الوفد الدائم للمملكة لدى الأمم المتحدة في نيويورك. وكانت سابقًا تعمل كصحفية وباحثة. وكتبت في صحف سعودية. فبدأت حياتها المهنية في مجال الصحافة في جريدة الحياة. وشغلت العديد من المناصب في وزارة الشؤون الخارجية في المملكة منذ انضمامها إليها في عام 2009، وكانت ملحقة في بعثة المملكة العربية السعودية في سنغافورة من عام 2009 حتى عام 2013. بين سنة 2007 وسنة 2009، عملت كباحثة ومحللة في المركز الدولي للعنف السياسي والإرهاب، ومعهد الشرق الأوسط بجامعة سنغافورة الوطنية. عملت أبو علي في صحيفة الاقتصادية بين عامي 2014 و 2016، وصحيفة الشرق الأوسط من عام 2016.

## مؤلفاتها
كتبت خمس روايات. صدرت أول رواية لها في سن الخامسة عشر بعنوان: «ومرت الأيام» عام 1998، وتبعتها رواية: «للقلب وجوه أخرى» في نفس العام. إضافة إلى رواية: «مزامير من ورق» في عام 2003، ورواية: «ظل ومرآة». ورواية «خراف البرج الزجاجي» عام 2018.
تكتب في الصحافة في مجال النقد الأدبي والسينمائي والتحليل السياسي.